# José Octavio Bordón
José Octavio Bordón (Rosario, 22 de diciembre de 1945) es un político, sociólogo, y docente universitario argentino; gobernador de la provincia de Mendoza desde 1987 hasta 1991, además de diputado nacional (1983-87) y senador nacional (1992-96) por aquella provincia. Por otro lado, se desempeñó también como embajador argentino en Estados Unidos (2003-08) y posteriormente en Chile (2016-19). Asimismo, fue Presidente del Consejo Argentino para las Relaciones Internacionales (CARI) desde el año 2021 al 2023.
Fue candidato a presidente de la Nación en las elecciones de 1995.

## Trayectoria
Se recibió de sociólogo en la Universidad del Salvador, en Buenos Aires en 1970. Posteriormente ejerció como docente de la Universidad Nacional de Cuyo, entre 1972 y 1976 y nuevamente entre 1983 y 1995.
Fue diputado nacional por Mendoza desde 1983 hasta 1987. Presidió la comisión de Relaciones Exteriores.
El 10 de diciembre de 1987 asumió como gobernador de la provincia de Mendoza por el Partido Justicialista. Su mandato estuvo marcado por el saneamiento y modernización de numerosas empresas estatales, incluyendo el Banco de Mendoza, la empresa de aguas (OMS), y la empresa de distribución de electricidad (EDEMSA). Su administración concluyó en 1991, cuando asumió como senador nacional entre 1992 y 1996. En 1992, siendo senador, presentó un proyecto de ley para transparentar y poner límites a los aportes privados para las campañas electorales y el control de gastos de las campañas. Se desempeñó como ministro de Cultura y Educación del Gobierno de la provincia de Buenos Aires desde 1999 hasta 2001, durante el mandato del gobernador Carlos Ruckauf.
Fundó el partido PAIS que luego sería parte del Frente País Solidario. Este frente lo llevó como candidato a presidente de la Nación en las elecciones presidenciales de 1995. En dichos comicios (que ganó el candidato del Partido Justicialista y entonces presidente, Carlos Menem) Bordón obtuvo 4 993 360 votos (29%) y resultó ser el segundo candidato más votado a nivel nacional y el más votado en la Ciudad de Buenos Aires. En aquellos tiempos, se desempeñó como profesor invitado en la Universidad de Georgetown. En 1995 en las elecciones de 1995, enfrentando a Carlos Menem. Bordón se había había formado el Frepaso junto con Chacho Álvarez, a quien derrotó en una interna abierta y fue candidato a presidente
Bordón trabajó como consultor en el Banco Interamericano de Desarrollo entre 1998 y 1999, y nuevamente en 2003. Fue director de la revista Diálogo y Perspectiva Internacional entre 1989 y 1994, y director de la revista Temas de MERCOSUR entre 1996 y el 2000.
En 2003 fue convocado por el presidente entrante, Néstor Kirchner, como embajador de Argentina en los Estados Unidos, dicho cargo que desempeñó durante todo el mandato presidencial. En diciembre del 2015, fue designado como embajador en Chile por el entonces presidente Mauricio Macri. Suele viajar por su actividad académica, brinda conferencias sobre temas como la integración bilateral, y además da clases en las universidades nacionales Del Litoral (en Santa Fe) y de Cuyo (Mendoza).